# كاستل غيلفو دي بولونيا
كاستل غيلفو دي بولونيا (بالإيطالية: Castel Guelfo di Bologna)‏ هي بلدية في مقاطعة بولونيا في إقليم إميليا رومانيا الإيطالي.

## السكان
في سنة 1861 بلغ عدد السكان 2٬966 نسمة، وتطور العدد ليصل في سنة 2011 لـ 4٬277 نسمة.
يظهر هذا المخطط البياني تطور النمو السكاني لـ كاستل غيلفو دي بولونيا

## أعلام
- آنا ماريا